# Élection présidentielle singapourienne de 2023
L'élection présidentielle singapourienne de 2023 se tient le 1er septembre 2023 afin d'élire le président de Singapour. 
La présidente sortante Halimah Yacob n'est pas candidate à sa réélection.
Tharman Shanmugaratnam remporte le scrutin avec une très large avance. Sa prise de fonction intervient le 14 septembre 2023.

## Contexte

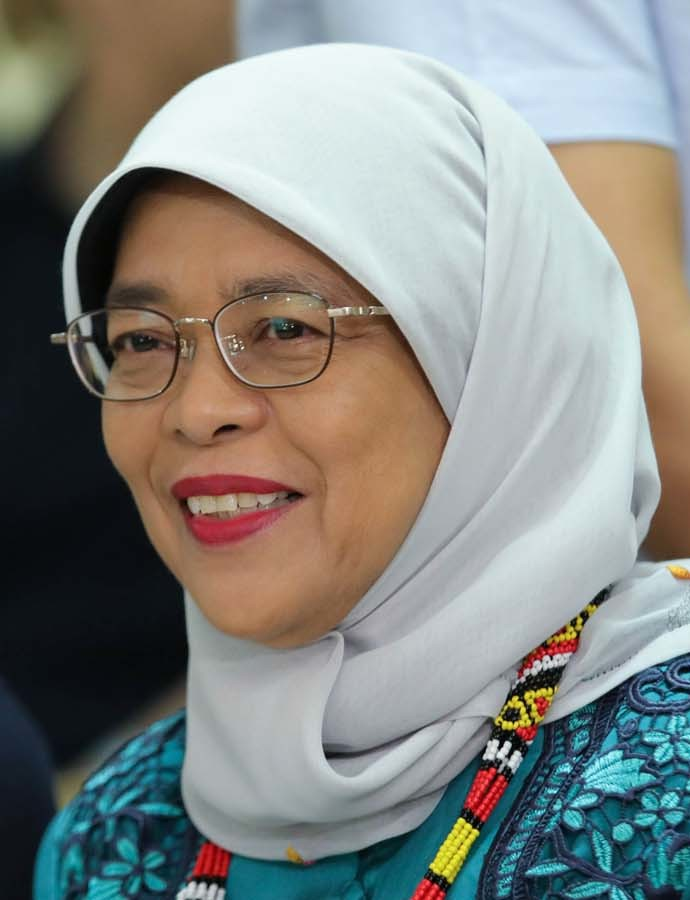
Halimah Yacob.

Le président de la république de Singapour a peu de pouvoirs, le pouvoir exécutif étant exercé essentiellement par le Premier ministre et son gouvernement. Le président dispose néanmoins d'un pouvoir de veto sur la nomination ou la révocation de nombreux fonctionnaires tels que le procureur général, le chef des forces de défense et celui de la police, ainsi que sur tout projet de loi de finance susceptible de puiser dans les réserves qui n'ont pas été accumulées par le gouvernement au cours du mandat en cours,. Les candidats à la présidence ne peuvent être membres d'aucun parti politique, bien qu'ils puissent être soutenus par des partis. Depuis 2016, les différentes communautés ethniques reconnues alternent à la tête de l'État au minimum tous les cinq mandats.
Lors de l'élection présidentielle de 2017, seuls des membres de la communauté malaise sont ainsi autorisés à présenter leur candidature, aucun président n'ayant été malais lors des cinq derniers mandats, soit depuis 1970,. Seule à voir sa candidature reconnue, Halimah Yacob se retrouve seule en lice. Il n'est ainsi pas procédé à un vote, et Yacob est déclarée élue présidente de Singapour en l'absence d'opposants. Elle devient alors la première femme chef de l'État dans l'histoire du pays. 
L'élection présidentielle de 2023 est quant à elle ouverte aux candidats de toutes les communautés. Depuis son indépendance en 1965, Singapour est dirigé par le Parti d'action populaire (PAP). Ce dernier remporte à nouveau les élections législatives de juillet 2020, et conserve ainsi une écrasante majorité au Parlement, malgré un recul,. L'élection présidentielle est convoquée par le Premier ministre Lee Hsien Loong le 11 août 2023 pour le 1er septembre suivant, avec une date limite de dépôt des candidatures fixée au 22 août.

## Système électoral

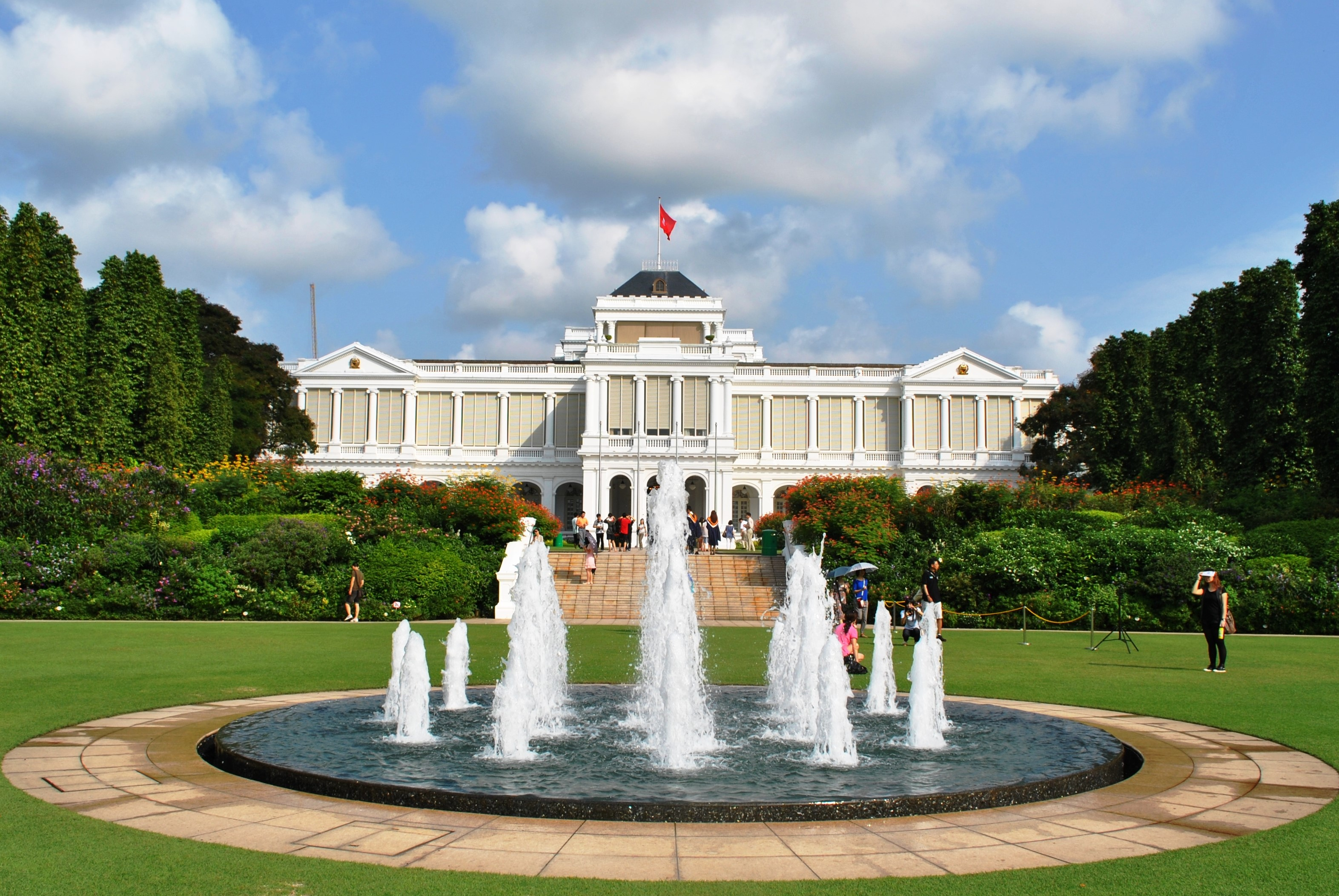
L'Istana (littéralement Palais), résidence officielle du président.

Le président de la république de Singapour est élu au scrutin uninominal majoritaire à un tour pour un mandat de six ans, sans limitations du nombre de mandats. Est ainsi élu le candidat qui réunit le plus de suffrages. Les candidatures sont soumises à un contrôle très strict mené par le Comité des élections présidentielles (PEC), qui est chargé de délivrer un certificat d'éligibilité (COE) aux candidats potentiels. De fait, en 1999, 2005 et 2019, les élections présidentielles singapouriennes se sont déroulées sans scrutin, un seul candidat ayant été confirmé par le comité, par conséquent élu d'office. Depuis 2016, les différentes communautés ethniques reconnues s'alternent à la tête de l'état au minimum tous les cinq mandats, ce qui inclut notamment les chinois, malais et indiens. Si aucun président n'a été membre d'une communauté donnée pendant cinq mandats consécutifs, l'élection présidentielle suivante est restreinte aux candidats qui en sont membres. Cette spécificité a notamment été mise en œuvre lors de l'élection de 2017, réservée aux malais,.
Les candidats doivent être âgés d'au moins 45 ans au moment de l'enregistrement de leur candidature, et avoir résidé à Singapour depuis au moins dix ans avant cette date. Ils doivent obligatoirement ne pas être membres d'un parti politique ou en démissionner avant le dépôt de leur candidature afin de se présenter en candidat indépendant. Surtout, ils doivent avoir répondu dans les vingt dernières années à des critères spécifiques divisés entre ceux du secteur public et du secteur privé.
Les critères du service public consistent en avoir occupé au moins trois ans un des postes de ministre, juge en chef, président du parlement, procureur général, président de la Commission de service public, auditeur général, comptable général ou secrétaire permanent.
Les critères du service privé consistent en avoir été au moins trois ans le directeur général d'une compagnie ayant effectué un profit  après impôt et des capitaux propres d'au moins 500 millions de dollar américain.
Le PEC ne délivre par ailleurs son certificat qu'aux candidats dont il estime que l'expérience et les compétences permettront de remplir les fonctions et les devoirs de la présidence, en plus d'être « une personne intègre, de bon caractère et de bonne réputation ». Cette évaluation se fait à sa propre discrétion, le comité pouvant refuser de certifier des candidats remplissant les critères, ou même la délivrer à des candidats qui ne les remplissent pas, comme ce fut le cas en 2011 avec la candidature de Tan Jee Say, qui ne remplissait pourtant pas les critères du secteur privé.
L'élection se déroule au suffrage universel direct depuis celle de 1993, remportée par Ong Teng Cheong. Auparavant, le président était élu au suffrage indirect par le Parlement. En 2023, les membres de la diaspora obtiennent pour la première fois la possibilité de participer au scrutin.

## Candidatures
Après une longue période d'incertitude, la présidente Halimah Yacob annonce le 29 mai 2023 sa décision de ne pas se présenter à sa réélection. La déclaration d'Halimah Jacob est rapidement suivie des déclarations de candidatures de plusieurs personnalités.

### Validées
A la fois ministre senior aux affaires sociales dans le gouvernement du Premier ministre Lee Hsien Loong, directeur de l'Autorité monétaire de Singapour, directeur adjoint du fonds souverain GIC Private Limited et directeur du conseil consultatif du Bureau de développement économique, Tharman Shanmugaratnam annonce le 8 juin suivant sa démission de l'ensemble de ses postes ainsi que du Parti d'action populaire (PAP) afin de présenter sa candidature indépendante à la présidentielle de 2023. Il est d'origine indienne. Il reçoit le soutien du Premier ministre Lee Hsien Loong, et dépose sa demande de certificat de validité le 7 août. 
Le fondateur et PDG d'Avanda Investment Management, Ng Kok Song, annonce sa candidature le 19 juillet. Ancien CIO de GIC Private Limited et président de la Singapore Exchange, il siège également aux conseils d'administration de la Pacific Investment Management Company et de la Lee Kuan Yew School of Public Policy. Il dépose sa demande de certificat le 2 août.
Candidat malheureux à l'élection présidentielle de 2011, Tan Kin Lian annonce sa nouvelle candidature le 31 juillet. L'homme d'affaire avait auparavant été PDG d'Income Insurance et dirigé une succursale de la People's Association. Il révèle avoir déposé sa demande de certificat dès le 11 juillet, se réservant avant d'annoncer sa candidature.
Le Comité des élections présidentielles (PEC) annonce le 18 août la validation des candidatures de Tharman Shanmugaratnam, Ng Kok Song et Tan Kin Lian, qui reçoivent tous trois le certificat de validité, les deux premiers en répondant aux critères spécifiques du secteur public et le dernier à ceux du secteur privé. Les candidats sont par conséquent autorisés à déposer leur candidature le 22 août.

### Rejetées
La pré-campagne voit le dépôt, dès le 12 juin, de la candidature de George Goh Ching Wah, entrepreneur d'origine malaisienne fondateur de la multinationale Harvey Norman, évaluée à 3,15 milliards de dollar américain. Il dépose sa demande de certificat le 4 août. Le PEC rejette cependant sa demande de certificat, sans indiquer le secteur concerné.
Le scrutin voit également la candidature remarquée de Seng Soon Kia, un professeur de sculpture sur bois qui affirme avoir déjà été président en 1951, l'année précédant sa naissance, quatorze ans avant l'indépendance de Singapour,. Le 27 juin, le consultant en informatique Teo En Ming présente à son tour sa candidature,. Tous deux voient leur demande de certificat d'éligibilité rejetée.

## Résultats
| Candidats                | Candidats                | Partis                   | Voix      | %     |
| ------------------------ | ------------------------ | ------------------------ | --------- | ----- |
|                          | Tharman Shanmugaratnam   | Indépendant              | 1 749 261 | 70,41 |
|                          | Ng Kok Song              | Indépendant              | 390 636   | 15,72 |
|                          | Tan Kin Lian             | Indépendant              | 344 584   | 13,87 |
|                          |                          |                          |           |       |
| Votes valides            | Votes valides            | Votes valides            | 2 484 481 | 98,02 |
| Votes blancs et nuls     | Votes blancs et nuls     | Votes blancs et nuls     | 50 230    | 1,92  |
| Total                    | Total                    | Total                    | 2 534 711 | 100   |
| Abstention               | Abstention               | Abstention               | 174 744   | 6,45  |
| Inscrits / participation | Inscrits / participation | Inscrits / participation | 2 709 455 | 93,55 |

## Conséquences
Tharman Shanmugaratnam remporte le scrutin avec 70 % des voix, un record dans le pays pour une élection présidentielle au scrutin direct. Si sa victoire était attendue, son ampleur créé quant à elle la surprise. Il devient également le premier président élu face à d'autres candidats à être d'une ethnie autre que chinoise,  sa prédécesseure ayant été élue en l'absence d'adversaire,. Sa prise de fonction intervient le 14 septembre 2023.